# 10ª Mostra internazionale d'arte cinematografica di Venezia (1942)
La 10ª edizione della Mostra internazionale d'arte cinematografica di Venezia si è svolta a Venezia, dal 30 agosto al 15 settembre del 1942.
Come le due precedenti, la mostra non si svolse al Lido, ma divise le proiezioni tra il "Rossini" e il "San Marco" di Venezia. Il direttore della Mostra (che viene ufficialmente chiamata, come la precedente e la successiva, Manifestazione Internazionale d'Arte Cinematografica) è ancora Ottavio Croze.
Durante la seconda guerra mondiale e fino al 1946 non si ebbero altre edizioni.

## Giuria internazionale
- Giuseppe Volpi (Italia) (presidente)
- Joaquin Argamasilla (Spagna)
- Ottavio Croze (Italia)
- Stavtscho Danailov (Bulgaria)
- Augusto Fantechi (Italia)
- Wolfgang Fischer (Germania)
- Mario Gromo (Italia)
- Aladar Haasz (Ungheria)
- Ferdinand Imhof (Svizzera)
- Manuel Lopez Ribeiro (Portogallo)
- Marijan Micac (Croazia)
- Karl Melzer (Germania)
- Antonio Maraini (Italia)
- Mihai Puscariu (Romania)
- Yrio Erik Ranniko (Finlandia)
- Stefan Ravasz
- Carl Vincent (Belgio)

## Film in concorso

### Belgio
- Les Cathedrales Vivantes, regia di Raymond Méjat (cortometraggio)

### Bulgaria
- Bulgarsko delo (cinegiornale)

### Croazia
- Barok u Hrvatskoj, regia di Oktavijan Miletic (cortometraggio)
- Straza na Drini, regia di Branko Marjanovic (cortometraggio)
- Hrvatska u rijči i slici (cinegiornale)

### Danimarca
- Sperduta (Afsporet), regia di Bodil Ipsen e Lau Lauritzen Jr.

### Finlandia
- Oltre la frontiera (Yli rajan), regia di Wilho Ilmari

### Germania
- Andreas Schlüter, regia di Herbert Maisch
- Il grande re (Der große König), regia di Veit Harlan
- La grande ombra (Der große Schatten), regia di Paul Verhoeven
- La città d'oro (Die goldene Stadt), regia di Veit Harlan
- Un grande amore (Die große Liebe), regia di Rolf Hansen
- Sangue viennese (Wiener Blut), regia di Willi Forst
- Aus eigener Kraft, regia di Hans Neuberg (cortometraggio)
- Boote mit Flügeln, regia di Nicholas Kaufmann (cortometraggio)
- Bunter Reigen, regia di Georg Jacoby (cortometraggio)
- Der Seeadler, regia di Walter Hege e V. Loewenstein (cortometraggio)
- Erde auf Gewal Tmärschen, regia di Victor Borel (cortometraggio)
- Farme, regia di Ulrich Schultz (cortometraggio)
- Holzzieher, regia di Ulrich Kayser (cortometraggio)
- Pioniere Verum
- Sprung in den Feind, regia di Paul Otto Bartning e Karl-Ludwig Ruppel (cortometraggio)
- Vertraeunte winkel am neckar und main, regia di Otto Trippel (cortometraggio)

### Italia
- Noi vivi, regia di Goffredo Alessandrini
- Addio Kira!, regia di Goffredo Alessandrini
- Alfa Tau!, regia di Francesco De Robertis
- Bengasi, regia di Augusto Genina
- La bella addormentata, regia di Luigi Chiarini
- Le vie del cuore, regia di Camillo Mastrocinque
- Odessa in fiamme, regia di Carmine Gallone
- Una storia d'amore, regia di Mario Camerini
- Un colpo di pistola, regia di Renato Castellani
- Anacleto e la faina, regia di Roberto Sgrilli (cortometraggio)
- Architettura barocca a Roma, regia di Mario Costa (cortometraggio)
- Cani da guerra, regia di Basilio Franchina (cortometraggio)
- Comacchio, regia di Fernando Cerchio (cortometraggio)
- Come si diventa marinai (cortometraggio)
- Educarsi nel lavoro, regia di Giovanni Paolucci (cortometraggio)

- Galileo Galilei, regia di Giovanni Paolucci (cortometraggio)
- La Terra e i suoi movimenti, regia di Liberio Pensuti (cortometraggio)
- Le cinque terre, regia di Giovanni Paolucci (cortometraggio)
- Morfologia del fiore, regia di Eugenio Bava e Roberto Omegna (cortometraggio)
- Musiche di tutti i tempi, regia di Edmondo Cancellieri (cortometraggio)
- Nel paese dei ranocchi, regia di Antonio Rubino (cortometraggio)
- Ostia scalo marittimo di Roma, regia di Ubaldo Magnaghi (cortometraggio)
- Passo d'addio, regia di Giorgio Ferroni (cortometraggio)
- Pronto!... Chi parla?, regia di Mario Damicelli (cortometraggio)
- Rocciatori ed aquile, regia di Arturo Gemmiti (cortometraggio)
- Romanzo di un'epoca, regia di Luciano Emmer ed Enrico Gras (cortometraggio)
- Storia di un giorno, regia di Mario Damicelli (cortometraggio)
- Treno 0.34, regia di Vittorio Carpignano (cortometraggio)
- Via Margutta, regia di Raffaele Saitto (cortometraggio)

### Portogallo
- Ala-Arriba!, regia di José Leitão de Barros
- A Vida do Linho, regia di Adolfo Coelho (cortometraggio)
- Esposiçao do Mundo Portugues (cortometraggio)

### Romania
- La conquista di Sebastopoli (cortometraggio)

### Spagna
- Boda en el infierno, regia di Antonio Román
- Il corriere delle Indie (Correo de Indias), regia di Edgar Neville
- Goyescas, regia di Benito Perojo
- La aldea maldita, regia di Florián Rey
- Le due strade (Reza), regia di José Luis Sáenz de Heredia
- Fandanguillo, regia di José Sobrado de Onega (cortometraggio)
- Campamentos femeninos, regia di Paloma Pardo (cortometraggio)

### Svezia
- Gula kliniken, regia di Ivar Johansson
- Jacobs stege, regia di Gustaf Molander
- En kvinna ombord, regia di Gunnar Skoglund
- I franchi tiratori (Sfida alla morte) (Snapphanar), regia di Åke Ohberg

### Svizzera
- Il Landamano Stauffacher (Landammann Stauffacher), regia di Leopold Lindtberg
- Menschen, die vorüberziehen, regia di Max Haufler
- Le Drapeau de l'humanité, regia di Arturo Porchet (cortometraggio)

### Ungheria
- Uomini della montagna (Emberek a havason), regia di István Szöts
- Negyedíziglen, regia di Zoltán Farkas
- Sirius, cavalcata fra due mondi (Szíriusz), regia di Dezső Ákos Hamza
- A kis kakuk, regia di Béla Molnar (cortometraggio)
- I funerali di István Horty (cortometraggio)
- Karpatalja kincse (cortometraggio)
- Ronktol a hegeduig, regia di Lia Sirnonyi (cortometraggio)

## Mostra Internazionale del Film Documentario
- La gondola, regia di Francesco Pasinetti (Italia) (cortometraggio)
- Venezia minore, regia di Francesco Pasinetti (Italia) (cortometraggio)
- Terra di Roma (Italia) (cortometraggio)
- Svenska flaggan dag, regia di Martin Knut (Svezia) (cortometraggio)

## Premi
- Coppa Mussolini per il miglior film straniero: Il grande re (Der große König) di Veit Harlan
- Coppa Mussolini per il miglior film italiano: Bengasi di Augusto Genina
- Coppa Volpi per la migliore interpretazione maschile: Fosco Giachetti per Bengasi
- Coppa Volpi per la migliore interpretazione femminile: Kristina Söderbaum per  La città d'oro (Die goldene Stadt)
- Coppa della Biennale: Ala-Arriba!, La aldea maldita, I franchi tiratori (Sfida alla morte) (Snapphanar), Negyedíziglen, I funerali di István Horty, A kis kakuk
- Premio della Biennale: Noi vivi, Uomini della montagna (Emberek a havason), Sangue viennese (Wiener Blut al regista Willi Forst), Odessa in fiamme, La grande ombra (Der große Schatten)
- Medaglia per il disegno animato: Anacleto e la faina, Nel paese dei ranocchi
- Medaglia per il documentario: Bunter Reigen, Erde auf Gewal Tmärschen, Der Seeadler, Comacchio, Musiche di tutti i tempi, Rocciatori ed aquile
- Medaglia della Biennale: Oltre la frontiera (Yli rajan)
- Medaglia: Le Drapeau de l'humanité